# Graphique en entonnoir

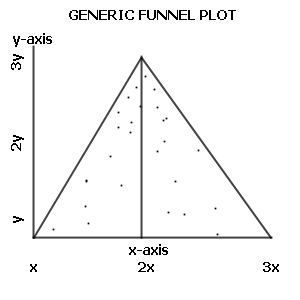
Un exemple de graphique en entonnoir.

Un graphique en entonnoir est une représentation visuelle de données statistiques en nuage de point permettant de vérifier l'existence d'un biais de publication dans une revue systématique ou une méta-analyse d'études étudiant la même population. 
Il suppose d'une part que les plus grandes études sont les plus précises. Elles donnent un résultat le plus proche de la vraie valeur et de la valeur moyenne de l'ensemble des études. Elles ont d'autre part un intervalle de confiance plus petit (limitation de la fluctuation d’échantillonnage). Elles sont représentées en haut du graphique. 
Au contraire, les petites études seront réparties des deux côtés de la moyenne avec une plus grande distance à la moyenne. Elles sont représentées en bas du graphique.  Quand le nuage de points représente un entonnoir symétrique, la répartition des études semble homogène. Dans le cas d'un biais de publication, il existe moins d'études publiées d'un côté de la moyenne. On a donc un entonnoir asymétrique à l’extrême une forme en triangle rectangle qui a comme côté l'axe moyen (seules les études positives ou négatives ont été publiées).   
Cette représentation a été proposée par Light et Pillemenr en 1984 et discutée en détail par Egger et ses collègues. Le graphique en entonnoir est un graphique en nuage de points de la taille de l'étude en fonction de l'effet du traitement.  
Une variété de choix de mesure de "la taille de l'étude" est disponible incluant la totalité de la taille de l'échantillon, l'Erreur type (en anglais:Standard error) de l'effet du traitement, et la variance inverse de l'effet du traitement (fonction de weight); Sterne et Egger ont comparé les différentes représentations et ont conclu que l'utilisation de l'erreur type doit être recommandée. Quand l'erreur type est utilisée, des lignes droites peuvent être tracées pour définir la région dans laquelle 95 % des points doivent tenir en l'absence d'études hétérogènes et de biais de publication. 

## Critiques
- On ne peut comparer des études avec des populations différentes, des critères d'inclusion ou d'exclusion. Si c'est le cas, il y a un risque de représenter un diagramme qui donne l'aspect d'un biais de publication alors que les études ne sont juste pas comparables.
- L'apparence du diagramme peut beaucoup changer en fonction de l'échelle de l'axe des ordonnées.